# Альварес де Вильясандино, Альфонсо
Альфонсо Альварес де Вильясандино (ок. 1340—1350 — ок. 1424) — испанский кастильский средневековый поэт. Вероятнее всего, родился в Вильясандино. Большую часть его творческого наследия составляют шансоны, написанные под влиянием поэзии провансальских трубадуров. Подобно многим кастильским поэтам второй половины XIV века, Альварес де Вильясандино писал сначала на галисийском и перешёл на кастильский только около 1400 года.
О его жизни сохранилось очень мало сведений, нет даже точных данных о датах его рождения и смерти. Служил при дворах кастильских королей Хуана I, Энрике III и Хуана II. Известно, что он владел некоторым количеством земли в Ильескасе, несколько лет прожил в Толедо, был женат несколько раз и отличался, несмотря на свой образ жизни поэта, очень конфликтным характером. В частности, известны его стихотворения, в которых он восхваляет неких людей, прося у них финансовой поддержки, а также другие, в которой он критикует жадность некоторых своих меценатов.
Его произведения дошли до нашего времени благодаря включению их в различные сборники шансонов, в особенности — в Cancionero de Baena (Песенник Баэны - одно из самых полных собраний поэзии Кастилии XIV-XV веков). Его произведения, написанные по канонам провансальской поэзии, сторонником которых он оставался до конца жизни, относятся к разным жанрам: панегирикам, куртуазной любви, сатире и так далее. Был известен также своими недопустимо откровенными для своего времени стихами о любовницах короля Энрике II и балладой-акростихом, обращённой к своей жене, в которой высмеивал её ревность и старость.
«» –  кон. XIV – сер. XV вв. (изд. впервые в 1851).